# Асборн (гора)
Усборн (исп. Cerro Alberdi) — гора на острове Восточный Фолкленд. Высота 705 метров над уровнем моря. Является самой высокой точкой на Фолклендских островах.
Эту вершину упоминал Чарльз Дарвин в главе 9 Zoology of the Voyage of the Beagle и назвал в честь Александера Бернса Усборна, помощника капитана корабля «Бигль», на котором Дарвин совершал кругосветное путешествие.
Остатки ледниковых каров также можно наблюдать на горе Усборн. Вершина всего лишь на несколько метров выше, чем гора Адам на Западном Фолкленде.
Как одна из самых высоких гор на Фолклендах У
сборн пережил несколько оледенений. Несколько гор высотой 610 м имеют
«выраженные кары с маленькими ледниковыми озёрами у основания, моренные гряды залегают ниже каров. Предполагается, что ледники и ледовые купола были ограничены в местах максимального подъёма с другими частями острова с перигляциальным климатом».